# Paanmeni

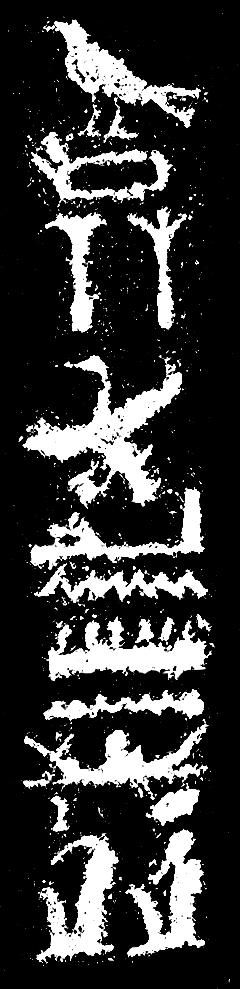
Titel, Name und Epitheta des Paanmeni

Paanmeni (bzw. Pa-an-meni, d. h. „Der Schöne“ [oder „der Gute“, d. i. die Bezeichnung eines Gottes] ist gelandet [d. h. mit seiner Prozessionsbarke]“) war ein altägyptischer Priester und hochrangiger Arzt. Er trug die priesterlichen Titel „Gottesvater des Amun-Re, des Königs der Götter“, „Gottesvaters des Widders, des Herrn von Mendes, des Großen Gottes, des „Lebens des Re“, „Prophet des Ptah, von großer Macht“ und den Funktionstitel „Oberster Arzt von Ober- und Unterägypten, der den König in seiner Abgeschiedenheit sieht“. Paanmeni wurde auch „Sohn des (Schöpfergottes) Ptah und des (Weisheitsgottes) Thot“ genannt. Der Name seines leiblichen Vaters war Nes-Ptah („Der zu Ptah gehört“), der seiner Mutter war Mehit-em-Wawat („Der Nordwind ist in Nubien“). Von beiden Elternteilen sind keine Titel bekannt; ihre Namen erscheinen jedoch auf zwei der Statuen des Paanmeni.
Der Arzt Paanmeni ist durch insgesamt fünf Denkmäler belegt: drei Würfelstatuen („Würfelhocker“), einen isolierten, zu einer Würfelstatue gehörenden Kopf und einen Denkstein in Form eines Naos. Eine (fragmentarische) kleine Würfelstatue des Paanmeni wurde 1950 von dem ägyptischen Archäologen Shehata Adam in Tell el-Yahudiya (Ostdelta) gefunden (ihr Verbleib ist ungeklärt). Der Naos scheint dagegen wegen der darauf erhaltenen inschriftlichen Anrufung des Gottes Ptah aus Memphis zu stammen. Aufgrund ihres Stils lassen auch die übrigen Denkmäler des Paanmeni auf eine Herkunft aus Unterägypten schließen.

## Zeitliche Einordnung
Die zeitliche Einordnung des Paanmeni wird durch die inschriftlich in die Regierungsperiode Osorkons II. (ca. 872–842 v. Chr., 22. Dynastie) datierte Würfelfigur des Palastbeamten Anchcherednefer ermöglicht, die aus Pithom (Tell er-Retabi, im Ostdelta) stammt. Der Kopf dieser Statue ähnelt stark dem Statuenkopf des Paanmeni (Berlin, Ägyptisches Museum, ÄM 253), der ebenfalls zu einer Würfelfigur gehört, so dass von der ungefähren Gleichzeitigkeit der Werke bzw. ihrer Besitzer ausgegangen werden kann, d. h. in der Mitte des 9. Jh. v. Chr. Beide Statuenköpfe verfügen jeweils über einen plastisch gearbeiteten Skarabäus auf dem Scheitel und Götterreliefs auf der Perücke – charakteristische Merkmale der unterägyptischen Privatplastik der 22. Dynastie (Dritte Zwischenzeit). Auch die vollwangig-idealisierten Gesichter mit Augen ohne Schminkstriche sind einander sehr ähnlich. Zwei weitere, ähnliche Würfelstatuen des Paanmeni befinden sich derzeit in Privatbesitz. Die kleinere von beiden könnte nach Ausweis ihrer Inschriften wohl aus Heliopolis stammen.
Der steinerne Naos (Berlin, Ägyptisches Museum, ÄM 31230) zeigt in der Nische auf der Vorderseite eine Standfigur des Paanmeni, der vor sich eine kleinere Figur des Gottes Ptah hält. Eine Inschrift auf dem Naos, eine Anrufung des Gottes Ptah, erläutert die erwünschte Schutzfunktion dieser Darstellungsform:
„… Ich habe mich hinter dich begeben [um mich zu schützen und zu bewahren], was ich gesagt habe. Mögest Du die Statue ein Bollwerk sein lassen [um mich (o. ä.)]. Gib mir Entgelt wegen meines Geschenks für dich wie [jedem] Gerechten, [der dir Gerechtigkeit erweist (o. ä.)] …“ (Übersetzung: Karl Jansen-Winkeln)

## Bedeutung
Paanmeni war als „Oberster Arzt von Ober- und Unterägypten“ möglicherweise der „Leibarzt“ des Pharaos (Osorkon II.?). Aus dem südlichen Teil Ägyptens sind keine Denkmäler des Paanmeni bekannt. Dies dürfte darauf zurückzuführen sein, dass der "Ober-König" der 22. Dynastie zu jener Zeit von Memphis bzw. von Städten des Nildeltas aus herrschte und Paanmeni sich in dessen Nähe aufhielt (während mit Harsiese I. in Theben noch ein König der Sekundogenitur residierte). Paanmenis starken Bezug zu Unterägypten belegt auch sein Priesteramt in der Delta-Stadt Mendes. Sein Titel eines „Gottesvaters des Amun-Re“ könnte sich demnach primär auf Tanis, das „unterägyptische Theben“ beziehen.